# Olly Murs
Oliver Stanley Murs (Witham, 14 de Maio de 1984), conhecido pelo seu nome artístico Olly Murs, é um cantor, compositor e apresentador de televisão britânico. Destacou-se no cenário musical após ficar entre os finalistas da sexta temporada do The X Factor em 2009. Posteriormente, assinou um contrato com a Epic Records e Syco Music.
No final de Agosto de 2010, Murs lançou o seu primeiro single, "Please Don't Let Me Go", que estreou na liderança da tabela musical do Reino Unido, UK Singles Chart. A canção foi certificada com prata pela British Phonographic Industry (BPI). O seu primeiro álbum e homónimo foi lançado em Novembro do mesmo ano. O disco debutou na segunda posição da UK Albums Chart com a melhor semana de estreia em vendas de um álbum em 2010, com mais de 108 mil cópias vendidas. Em Maio de 2011, foi anunciado que Murs iria regressar ao The X Factor como apresentador do The Xtra Factor, apresentando em conjunto com Caroline Flack.

## Discografia
Álbuns de estúdio
- 2010: Olly Murs
- 2011: In Case You Didn't Know
- 2012: Right Place Right Time
- 2014: Never Been Better
- 2016: 24 HRS
- 2018: You Know I Know
- 2022: Marry Me